# 琉球海溝

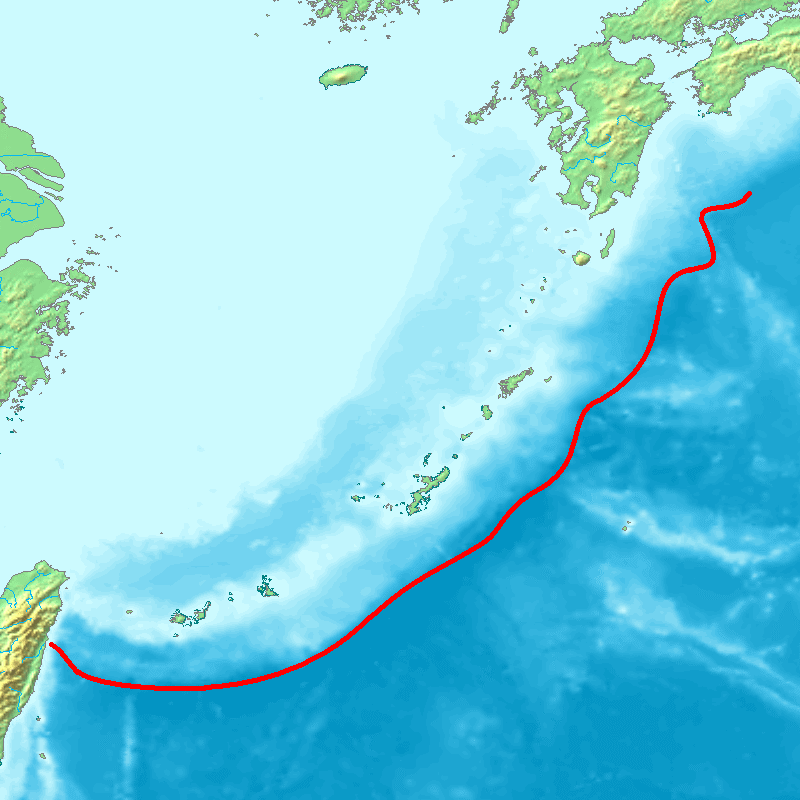
琉球海溝の位置（赤線）

琉球海溝（りゅうきゅうかいこう）は南西諸島の東方に分布しているフィリピン海プレート西縁に位置する海溝。南西諸島海溝とも呼ばれる。
この付近では同プレートがユーラシアプレートに沈み込んでいる。最深部は沖縄島南東沖7,507m。奄美大島および宮古島東方の海底の高まりで三つの部分に分けられており、中央部の海溝地形が最も明らかである。
なお、駿河湾の湾口から九州東方にかけて琉球海溝の北東端に繋がる海溝状の地形がみられるが、海溝よりも浅いトラフであり、南海トラフと呼ばれている。

## 巨大地震の発生
琉球海溝における地震は、この地域の歴史が浅く、12 - 13世紀頃から有史時代に入るため、歴史文献は少ない。記録が残っているものでは八重山地震など大津波を伴う歴史地震があり、この地震の震源は石垣島の南東沖約40km（北緯24.0度、東経124.3度）と推定されている。また、20世紀以降では喜界島地震 (Mw8.1) なども起きている。
一方、琉球海溝では数千年に一度、推定M9クラスの超巨大地震が発生する可能性があることも近年では指摘されている。海底地殻変動の観測によれば、測定用の海底局が沖縄本島から北西方向へ年間7cm移動していることから、推測される固着域（アスペリティ）は幅約30 - 50kmでプレート間カップリング領域が形成されていると固体地球惑星物理学の中村衛は主張している。加えて、これには南海トラフの地震と連動する可能性もあるとされる（「連動型地震#琉球海溝を含む連動地震」も参照）。
この他、東日本大震災後に沖縄県が独自に見直しを進めた地震被害想定調査では、琉球海溝で最大規模となる3連動型地震（沖縄本島南東沖地震3連動）が起きた場合、M9クラスになる想定を示している。
2018年には琉球大学や名古屋大学などの研究チームによる沖縄本島南東沖の琉球海溝沿い（海底2地点）の調査で、少なくても長さ130km、幅20 - 30kmに及ぶプレートの固着域があることが明らかとなった。このことから琉球海溝沿いの地域（沖縄を含む南西諸島）においても、南海トラフ沿いの地域などと同様に巨大地震や津波が繰り返し起こる可能性のあることが指摘されている。

## 琉球海溝の生物相
シロウリガイ類が確認されており、生物多様性の観点から重要度の高い海域に選定されている。なお、琉球海溝の北部に関しては機械的な解析によると独立した海域として抽出されることから、琉球海溝とは別に「琉球海溝北部」として生物多様性の観点から重要度の高い海域に選定されている。